# José Guadalupe Padilla Lozano
José Guadalupe Padilla Lozano (* 12. Dezember 1920 in San Miguel el Alto; † 8. September 2013 in Veracruz) war Bischof von Veracruz.

## Leben
José Guadalupe Padilla Lozano trat nach dem Besuch des Kleinen Seminars von San Juan de los Lagos in das Diözesanseminar ein. Nach Studium der Philosophie und Theologie empfing am 20. April 1946 die Priesterweihe für das Erzbistum Guadalajara.
Papst Johannes XXIII. ernannte ihn am 15. Januar 1963 zum ersten Bischof von Veracruz. Der Erzbischof von Guadalajara, José Kardinal Garibi y Rivera, spendete ihm am 19. März 1963 die Bischofsweihe; Mitkonsekratoren waren Francisco Javier Nuño y Guerrero, Koadjutorerzbischof von Guadalajara, und Manuel Pío López Estrada, Erzbischof von Jalapa.
Er war Konzilsvater der letzten drei Sitzungsperioden des Zweiten Vatikanischen Konzils.
Im Jahr 1971 gründete er das Sekretariat für die Evangelisierung und Katechese. Er engagierte sich für die Neuevangelisierung und Strukturierung der Dekanate. 1990 war Papst Johannes Paul II. Gast in seinem Bistum.
Am 18. Februar 2000 nahm Papst Johannes Paul II. seinen altersbedingten Rücktritt an.